# 汪奎
汪奎（？—1511年），字文灿，直隸婺源縣人。明朝政治人物。

## 生平
汪奎為成化二年（1466年）进士。任浙江秀水知县，擢御史。出爲敘州同知、成都知府，官至廣西左布政使。弘治十四年以都察院右副都御史巡撫貴州。後被彈劾失官。正德六年（1511年）卒。有子汪舜民。